# Аматенанго-дель-Валье (муниципалитет)
Аматена́нго-дель-Ва́лье (исп. Amatenango del Valle) — муниципалитет в Мексике, штат Чьяпас, с административным центром в одноимённом городе. Численность населения, по данным переписи 2020 года, составила 11 283 человека.

## Общие сведения
Название муниципалитета составное: Amatenango с языка науатль можно перевести как — огороженная деревня, а Valle с испанского языка — долина.
Площадь муниципалитета равна 152,1 км², что составляет 0,2 % от площади штата, а наиболее высоко расположенное поселение Канделария-Буэнависта, находится на высоте 2445 метров.
Он граничит с другими муниципалитетами Чьяпаса: на северо-востоке с Чаналем, на востоке с Комитан-де-Домингесом, на юге с Лас-Росасом и Венустиано-Карранса, на западе и севере с Теопиской.

## Учреждение и состав
Муниципалитет был образован 28 февраля 1930 года, по данным 2020 года в его состав входит 50 населённых пунктов, самые крупные из которых:
| Код INEGI                  | Населённый пункт                                                                                           | Численность населения (2005 год) | Численность населения (2010 год) | Численность населения (2020 год) |
| -------------------------- | --- | -------------------------------- | -------------------------------- | -------------------------------- |
| 007                        | Всего | 8506                             | 8728                             | 11283                            |
| 0001                       | Аматенанго-дель-Валье (исп. Amatenango del Valle) 16°31′43″ с. ш. 92°26′08″ з. д. (административный центр) | 4491                             | 4661                             | 5920                             |
| 0012                       | Эль-Мадрональ (исп. El Madronal) 16°30′44″ с. ш. 92°26′13″ з. д.                                           | 520                              | 550                              | 712                              |
| 0066                       | Сан-Каралампио-Чавин (исп. San Caralampio Chavín) 16°27′16″ с. ш. 92°28′35″ з. д.                          | 461                              | 456                              | 645                              |
| 0034                       | Сан-Висенте-ла-Пьедра (исп. San Vicente la Piedra) 16°33′07″ с. ш. 92°23′11″ з. д.                         | 385                              | 144                              | 386                              |
| 0052                       | Бенито-Хуарес (исп. Benito Juárez) 16°28′50″ с. ш. 92°25′50″ з. д.                                         | 178                              | 188                              | 264                              |
| 0064                       | Ранчо-Нуэво (исп. Rancho Nuevo) 16°28′55″ с. ш. 92°21′06″ з. д.                                            | 145                              | 180                              | 241                              |
| 0042                       | Сан-Грегорио (исп. San Gregorio) 16°31′46″ с. ш. 92°21′24″ з. д.                                           | 154                              | 185                              | 217                              |
| —                          | Прочие | 2172                             | 2364                             | 2898                             |
| Названия на карте Генштаба | |                                  |                                  |                                  |

## Экономическая деятельность
По статистическим данным 2000 года, работоспособное население занято по секторам экономики в следующих пропорциях:
- сельское хозяйство и скотоводство — 62 % ;
- промышленность и строительство — 34,9 %;
- торговля, сферы услуг и туризма — 2,4 %;
- безработные — 0,7 %.

### Сельское хозяйство
Основной выращиваемой культурой является кукуруза.

### Животноводство
В муниципалитете разводится крупный рогатый скот — для получения молока и мяса, а также домашняя птица.

### Промышленность
Существуют предприятия по добыче и заготовке гравия и камня, а также производству керамических изделий.

### Лесное хозяйство
Производится заготовка сосны.

## Инфраструктура
По статистическим данным 2020 года, инфраструктура развита следующим образом:
- электрификация: 97,9 %;
- водоснабжение: 15,3 %;
- водоотведение: 79,9 %.

## Туризм
Основными достопримечательностями являются: церковь Святого Франсиска, построенная в 1756 году, а также несколько археологических памятников доиспанских цивилизаций.